# Dipol
Pojam dipol ima više značenja:

## Dipol (fizika)
U fizici pojam dipol označava sustav dvaju polova iste jakosti suprotnog polariteta (dva naboja suprotnih predznaka), smještenih na maloj međusobnoj udaljenosti. Dipolni moment za električne naboje +Q i –Q na udaljenosti l iznosi d = Q ∙ l. Dipolni momenti pojedinih tvari mogu se odrediti mjerenjem dielektrične konstante. Maleni magneti primjer su magnetskog dipola. Atomi, atomske jezgre i subatomske čestice u svojem osnovnom stanju nemaju električnog dipolnog momenta, ali često posjeduju magnetski dipolni moment. Njegova se vrijednost za elektronski omotač atoma iskazuje Bohrovim magnetonima, a za atomske jezgre nuklearnim magnetonima. U atomima se električni dipolni momenti mogu inducirati u vanjskim poljima (primjerice kod Starkova učinka).
Najmanja jedinica magnetskog naboja je magnetni dipol, izolirani magnetni naboji (monopoli) praktično ne postoje, barem ne duže od djelića sekunde.
Električni dipol su dva točkasta električna naboja suprotnih predznaka međusobno vezana na čvrstom malom razmaku l. Pod utjecajem vanjskog električnog polja na dipol djeluje par sila koje stvore zakretni moment.

## Dipol (kemija)
U kemiji pojam dipol označava manje molekule građene od raznovrsnih atoma, u kojima se, zbog razlike u elektronegativnosti atoma, težišta pozitivnog i negativnog naboja ne poklapaju. Atom koji je više elektronegativan jače privlači zajedničke elektrone u kovalentnoj vezi od drugog atoma, time elektronegativniji atom poprima negativni naboj od manje elektronegativnog atoma koji poprima pozitivni naboj. Tako nastaje dipolna molekula stalnog dipolnog karaktera odnosno dipol. Najjednostavniji primjeri dipola su dvoatomne molekule halogenovodika (na primjer HCl) u plinovitom stanju, ali su dipoli i molekule vode, amonijaka ili molekule nižih alkohola.
Između dipolnih molekula djeluju značajne elektrostatske privlačne sile, primjer su vodikove veze, koje bitno utječu na svojstva tvari: temperatura tališta i vrelišta, agregatno stanje, čvrstoća, svojstvo topljivosti, površinska napetost, toplotni kapacitet, viskoznost, anomalija vode.
Kod većih molekula kao što su viši alkoholi ili karboksilne kiseline govorimo o polarnoj kemijskoj vezi, nije ispravno reći da je cijela molekula dipol. Najčešće polarne kemijske veze u molekulama jesu:
- -O-H,
- -N-H,
- -O-,
- =C=O.

Mjera polarnosti neke molekule ili kemijske veze određena je električnim dipolnim momentom μ:
{\displaystyle \qquad \mu =e\cdot l}
μ = električni dipolni moment, e = električni naboj, l =udaljenost težišta pozitivnog i negativnog naboja.
Polarne molekule plina ili kapljevine zauzimaju u električnom polju određeni položaj prema smjeru polja.

## Dipol (elektrotehnika)
Dipol u elektrotehnici, je tvorevina koja ima dva električna ili dva magnetska pola. Hertzov dipol poseban je oblik električnog dipola u kojem naboji neprestano titraju, a tomu je posljedica emitiranje elektromagnetskih valova u prostor. Pojava je osobito izražena ako je dipol ostvaren vodičem kojemu je duljina cjelobrojni višekratnik polovice valne duljine emitiranih valova. Zato je poluvalni Hertzov dipol osnovna sastavnica mnogih antena.